# Marino Carafa di Belvedere
Marino Carafa di Belvedere (* 29. Januar 1764 in Neapel; † 5. April 1830 ebenda) war ein italienischer Kardinal, der am 24. August 1807 als Kardinal zurücktrat und später zwischen 1813 und 1817 Bürgermeister von Neapel war.

## Leben
Marino Carafa di Belvedere stammte aus dem neapolitanischen Hochadelsgeschlecht Carafa, aus dem Papst Paul IV. sowie zahlreiche Kardinäle und Erzbischöfe hervorgingen. Er war zwischen 1795 und 1801 Präfekt der Präfektur des Apostolischen Palastes. Am 23. Februar 1801 erfolgte durch Papst Pius VII. seine Kreierung von Girolamo della Porta zum Kardinal. Er war damit bis zur Kreierung von Pietro Francesco Galleffi am 11. Juli 1803 der jüngste italienische Kardinal. Zugleich übernahm er am 23. Februar 1801 von Romoaldo Braschi-Onesti das Amt als Kardinaldiakon von San Nicola in Carcere.
Am 24. August 1807 trat er als Kardinal zurück und war damit der 21. zurückgetretene Kardinal in der Kirchengeschichte. Grund für seinen Rücktritt war die mangelnde männliche Nachfolge in der Adelsfamilie Carafa. Zugleich legte er sein Amt als Kardinaldiakon von San Nicola in Carcere nieder, wodurch eine bis 1816 bestehende Vakanz entstand.
Am 30. März 1813 wurde Carafa vom König von Neapel Joachim Murat als Nachfolger von Michele Filangieri zum Bürgermeister von Neapel ernannt und bekleidete dieses bis zum 17. Februar 1817, woraufhin Michele dei Medici ihn ablöste.

## Weblink
- Eintrag zu Marino Carafa di Belvedere auf catholic-hierarchy.org; abgerufen am 7. Januar 2020.

| Personendaten    | Personendaten                                       |
| ---------------- | --------------------------------------------------- |
| NAME             | Carafa di Belvedere, Marino                         |
| KURZBESCHREIBUNG | italienischer Kardinal und Bürgermeister von Neapel |
| GEBURTSDATUM     | 29. Januar 1764                                     |
| GEBURTSORT       | Neapel                                              |
| STERBEDATUM      | 5. April 1830                                       |
| STERBEORT        | Neapel                                              |